# Élections législatives saint-marinaises de 2012
Les élections législatives de 2012 à Saint-Marin ont eu lieu le 11 novembre 2012.

## Système électoral
Les 60 membres du Grand Conseil général sont élus à la proportionnelle, les sièges étant attribués selon la méthode d'Hondt. Le seuil électoral est calculé en multipliant le nombre de partis qui participent aux élections par 0,4 avec un seuil maximum possible de 3,5 %.
Si aucune coalition n'obtient la majorité absolue au premier tour, un second tour est organisé entre les deux coalitions ayant obtenu le plus de voix. À l'issue de ce second tour, le vainqueur obtient une prime majoritaire pour lui assurer d'avoir une majorité.

## Résultats
|                        |                            |                                         |                            |        |       |               |        |               |  |  |  |  |  |  |
| Coalition              | Coalition                  | Liste                                   | Liste                      | Votes  | %     | +/-           | Sièges | +/-           |  |  |  |  |  |  |
|                        | Saint-Marin Bien Commun    |                                         | Liste commune PDCS-NS      | 5 830  | 29,47 | 2,43          | 21     | 1             |  |  |  |  |  |  |
|                        | Saint-Marin Bien Commun    | Parti des socialistes et des démocrates | 2 833                      | 14,32  | 17,64 | 10            | 8      |               |  |  |  |  |  |  |
|                        | Saint-Marin Bien Commun    | Alliance populaire                      | 1 319                      | 6,67   | 4,85  | 4             | 3      |               |  |  |  |  |  |  |
|                        | Saint-Marin Bien Commun    | Votes pour la coalition                 | 49                         | 0,25   | -     | 0             | -      |               |  |  |  |  |  |  |
| Total                  | Total                      | 10 031                                  | 50,71                      | 3,51   | 35    | en stagnation |        |               |  |  |  |  |  |  |
|                        | Prévoyance pour le pays    |                                         | Parti socialiste           | 2 394  | 12,10 | Nv.           | 7      | 7             |  |  |  |  |  |  |
|                        | Prévoyance pour le pays    | Union pour la république                | 1 651                      | 8,35   | 3,41  | 5             | 3      |               |  |  |  |  |  |  |
|                        | Prévoyance pour le pays    | Modérés saint-marinais                  | 340                        | 1,72   | 2,45  | 0             | 2      |               |  |  |  |  |  |  |
|                        | Prévoyance pour le pays    | Votes pour la coalition                 | 23                         | 0,12   | -     | 0             | -      |               |  |  |  |  |  |  |
| Total                  | Total                      | 4 408                                   | 22,28                      | Nv.    | 12    | 12            |        |               |  |  |  |  |  |  |
|                        | Citoyenneté active         |                                         | Gauche unie                | 1 808  | 9,14  | 0,57          | 5      | en stagnation |  |  |  |  |  |  |
|                        | Citoyenneté active         | Mouvement civique 10                    | 1 324                      | 6,69   | Nv.   | 4             | 4      |               |  |  |  |  |  |  |
|                        | Citoyenneté active         | Votes pour la coalition                 | 48                         | 0,24   | -     | 0             | -      |               |  |  |  |  |  |  |
| Total                  | Total                      | 3 180                                   | 16,08                      | Nv.    | 9     | 9             |        |               |  |  |  |  |  |  |
|                        | Mouvement civique R.E.T.E. | Mouvement civique R.E.T.E.              | Mouvement civique R.E.T.E. | 1 243  | 6,28  | Nv.           | 4      | 4             |  |  |  |  |  |  |
|                        | Pour Saint-Marin           | Pour Saint-Marin                        | Pour Saint-Marin           | 556    | 2,81  | Nv.           | 0      | en stagnation |  |  |  |  |  |  |
|                        | Saint-Marin 3.0            | Saint-Marin 3.0                         | Saint-Marin 3.0            | 364    | 1,84  | Nv.           | 0      | en stagnation |  |  |  |  |  |  |
|                        |                            |                                         |                            |        |       |               |        |               |  |  |  |  |  |  |
| Suffrages exprimés     | Suffrages exprimés         | Suffrages exprimés                      | Suffrages exprimés         | 19 782 | 93,59 |               |        |               |  |  |  |  |  |  |
| Votes blancs et nuls   | Votes blancs et nuls       | Votes blancs et nuls                    | Votes blancs et nuls       | 1 356  | 6,41  |               |        |               |  |  |  |  |  |  |
| Total                  | Total                      | Total                                   | Total                      | 21 138 | 100   | -             | 60     | en stagnation |  |  |  |  |  |  |
| Abstentions            | Abstentions                | Abstentions                             | Abstentions                | 11 968 | 36,15 |               |        |               |  |  |  |  |  |  |
| Inscrits/Participation | Inscrits/Participation     | Inscrits/Participation                  | Inscrits/Participation     | 33 106 | 63,85 |               |        |               |  |  |  |  |  |  |